# Ernst Weiß (Maler)
Ernst (Samuel) Weiß (* 31. Juli 1920 in Calw; † 20. September 2009 in Wilhelmsdorf, Baden-Württemberg) war ein deutscher Maler mit geistiger Behinderung, der in den Jahren 1940/1941 nur knapp der nationalsozialistischen Krankenmorde, der sogenannten T4-Aktion entkam. Als Mensch mit leichter kognitiver und schwerer Hörbehinderung galt er schon früh als „taubstumm“ und bildungsunfähig. Er lebte seit seinem 7. Lebensjahr bis zu seinem Tod in den Zieglerschen Anstalten in Wilhelmsdorf. Von früher Jugend an war er ein begeisterter Maler. Der größte Teil seiner rund 800 überlieferten Zeichnungen befindet sich heute als Nachlass in der Sammlung der Aktion-Kunst-Stiftung in Soest (Nordrhein-Westfalen).

## Biografie

### Kindheit und Jugend
Ernst Samuel Weiß wurde als unehelicher Sohn von Friederike (Frieda) Weiß in Calw geboren und wuchs im Haushalt seiner Großmutter Friederike Hölzle auf, da seine Mutter außer Haus arbeitete. Seine Kindheit war durch häufige Erkrankungen geprägt. Er lernte erst mit drei Jahren das Laufen, sprechen konnte er nur einzelne Wörter. 1927 wurde er in die Taubstummenanstalt der Zieglerschen Anstalten in Wilhelmsdorf aufgenommen. Ein Gutachten der Nervenklinik Tübingen hatte ihm zuvor Imbezillität attestiert.
Obwohl er in Wilhelmsdorf die Schreibschrift und die Gebärdensprache erlernte, blieb ein Sprachvermögen weiterhin aus, sodass der Leiter der Anstalt ihn in einem Bericht an das Jugendamt 1937 nicht für das Erlernen eines Berufes tauglich hielt.

### Zwangssterilisation
Weiß galt fortan nicht nur als gehörlos und stumm, sondern auch als erblich schwachsinnig. Mit Beschluss vom 15. März 1938 verfügte das Erbgesundheitsgericht in Ravensburg im Sinne des 1933 durch die Nationalsozialisten verabschiedeten Gesetzes zur Verhütung erbkranken Nachwuchses (GezVeN) die Zwangssterilisation von Ernst Weiß „wegen angeborenen Schwachsinns“. Der Eingriff wurde am 13. April 1938 im städtischen Krankenhaus in Ravensburg vorgenommen. Weder die Betroffenen selbst noch ihre Angehörigen hatten eine Möglichkeit, Rechtsmittel gegen diese Maßnahme einzulegen, die durch das jeweils zuständige Erbgesundheitsgericht verfügt wurde.

### Opfer und Überlebender der T4-Aktion
Im Rahmen der nationalsozialistischen „Euthanasie“-Gesetze wurde Weiß 1941 Opfer der sogenannten T4-Aktion. Am 24. März wurde er mit 18 weiteren Pfleglingen der Zieglerschen Anstalten nach Weinsberg verlegt. Nach einem positiven Gutachten bezüglich Weiß’ Arbeitsfähigkeit mit einer guten körperlichen Konstitution durch den Weinsberger Anstaltsleiter wurde seine Rückverlegung nach Wilhelmsdorf verfügt. Weiß war der einzige Überlebende der NS-Euthanasie in den Zieglerschen Anstalten in Wilhelmsdorf. Seine Mutter Frieda Weiß unternahm in dieser Zeit alles ihr Mögliche, um ihren Sohn zu schützen und die Kontrolle über seinen Aufenthaltsort zu behalten.

## Ernst Weiß als Maler
Weiß steht beispielhaft für jene „Euthanasie“-Opfer, die zwar überlebten, aber zeitlebens traumatisiert blieben. Seine Bilder zeugen von dem Willen, seine belastenden Erinnerungen zu bewältigen. Er malte und zeichnete stets autonom und entzog sich allen Versuchen der künstlerischen oder therapeutischen Einflussnahme von Seiten Dritter, sodass seine Bilder als authentische Zeugnisse seines (Über-)Lebens und seiner persönlichen Selbstbehauptung gelten dürfen. Insgesamt sind heute über 800 Zeichnungen von ihm bekannt. Er verwendete handelsübliche Buntstifte und Wasserfarben sowie einfachste Malblöcke überwiegend in Din A4 oder Din A3.
Auf den ersten Blick zeigen seine Bilder die immer gleichen landwirtschaftlich geprägten Landschaften mit zahlreichen in Bewegung befindlichen Figuren. Aufgrund von Farbigkeit, technischer Schlichtheit und Detailreichtum die Bildkompositionen mit dem Attribut „naiv“ zu belegen, greift indes zu kurz. Über komplexe Symbolmotive schuf er Bilderzählungen zu seinen Lebens- und Überlebensumständen.

### Das Maler-Motiv und das Familien-Motiv
Während die eigentliche Landschaftsdarstellung sowie die menschlichen Figuren, Pferdegespanne und Fahrzeuge das Hintergrundtableau seiner Werke bilden, stellt er in jedem Bild in überdimensionierter Größe Taschen, Pakete, Kleidungsstücke und Malutensilien dar. Weiß nutzte die Bedeutungsperspektive, um die für ihn zentralen Motive hervorzuheben. Mit den Bildelementen zum Kontext der Malerei wie u. a. Leinwände, Pinsel, Stifte und Farbpaletten stellte er sich selbst als Maler dar. Die ebenso innerhalb der Landschaften platzierten Handtaschen, Hemden, Mäntel und z. T. riesigen Pakete symbolisieren demgegenüber seine Familie und deren Fürsorge.

### Das Handwagen-und-Karren-Motiv
Die zahlreichen, detailgenau gezeichneten Handwagen und Karren weisen auf den konkreten Arbeitseinsatz von Weiß in der Zwischenanstalt in Weinsberg hin, wo er für Arbeiten in den zur Anstalt gehörenden landwirtschaftlichen Betrieben, der Gärtnerei und der Domäne eingesetzt wurde. Hier leistete er regelmäßig mit der sogenannten „Karrengruppe“ landwirtschaftliche Hilfsarbeiten. Die Fülle der Handwagen aller Art ziehenden oder schiebenden Figuren in den Bildern und ihre geradezu manische Bewegtheit und Aktivität zeigt, dass Ernst Weiß die lebensrettende Bedeutung seiner Tätigkeit nur zu bewusst war.

### Das Wald-Motiv
Das Wald-Motiv ist in nahezu allen Bildern vorhanden, in seiner konkreten Darstellung aber sehr unterschiedlich: Von einem Weg erschlossen und aus einzelnen hochstämmigen Bäumen bestehend, zeigts sich der Wald als Raum für Spaziergänge, als dunkle geschlossene, nahezu abstrakt gestaltete Farbfläche mit gezackten, abweisend wirkenden Außengrenzen wird er dagegen undurchdringlich.

### Das Bild-im-Bild-Motiv
Zwischen zahlreichen Personen findet sich in nahezu jedem Bild eine Staffelei, auf der ein Bild mit typischen Landschaften von Weiß steht. Vor der Staffelei ist häufig ein Tisch zu sehen, an dem eine oder mehrere meist männliche Personen sitzen und das Bild auf der Staffelei betrachten. Hier wird möglicherweise eine Begutachtungs- oder Prüfungssituation in Szene gesetzt, deren Bedeutung von Ernst Weiß auch hier durch die besondere Größe der Ausführung hervorgehoben wird.

## Filme
- „Gehörlose Opfer der Zwangssterilisationen und der ‚Euthanasie‘ in der NS-Zeit.“ Dokumentarfilm von Helmut Vogel. Deutschland 2015. 54 Min. Sprache/Ton: Deutsche Gebärden-/Lautsprache und deutsche Untertitel. Online